# Podbrđe (Popovača)
Podbrđe is een plaats in de gemeente Popovača in de Kroatische provincie Sisak-Moslavina. De plaats telt 189 inwoners (2001).